# Шляхтин, Марк Дмитриевич
Марк Дмитриевич Шляхтин — советский военный и государственный деятель, полковник.

## Биография
Родился в 1905 году в селе Печерском. Член КПСС.
Окончил Школу усовершенствования командного состава пограничной и внутренней охраны НКВД.
В 1930—1941 — инспектор политотдела УПВО УНКВД по Казахской АССР, старший руководитель социально-экономического цикла, заместитель начальника политотдела Московского военного училища пограничной и внутренней охраны НКВД, начальник политотдела пограничных и внутренних войск НКВД Туркменской ССР, начальник политотдела пограничных войск НКВД Ленинградского округа, заместитель начальника Политуправления Главного управления погранвойск НКВД (с июля 1940 года).
Депутат Верховного Совета Туркменской ССР 1-го созыва.
Участник Великой Отечественной войны: член Военного Совета 33-й армии (с июля 1941 года), военком, заместитель начальника по политчасти Управления войск НКВД по охране тыла Воронежского фронта (с марта 1942 года), начальник политотдела Главного управления войск НКВД по охране тыла Действующей Красной Армии (с мая 1943 года), начальник политотдела Управления войск НКВД по охране тыла Центрального и Белорусского фронтов (с августа 1943 года).
В 1943 году присвоено звание полковника.
С октября 1949 года — начальник политотдела КВПШ МВД.
Умер в 1961 году.

## Награды
- Орден Ленина
- Орден Красного Знамени (трижды)
- Орден Богдана Хмельницкого II степени
- Орден Кутузова III степени
- Орден Отечественной войны II степени
- Орден Красной Звезды (дважды)
- семь советских медалей
- польский крест Виртути Милитари 5 класса
- польская медаль «За взятие Варшавы»
- нагрудный знак «Заслуженный работник НКВД»